# Лаптев, Василий Данилович
Василий Данилович Лаптев (1758—1825) — российский командир эпохи наполеоновских войн, генерал-лейтенант Русской императорской армии. Находился в дальнем родстве с княгиней Е. Р. Дашковой и сопровождал её в ссылке. Будучи ею очень любим, был одним из её наследников.

## Биография
Родился в 1758 году. На военную службу поступил 5 января 1776 года фурьером в Преображенский лейб-гвардии полк. В 1777 году был переведён в  Измайловский лейб-гвардии полк, из которого в 1789 году выпущен в действующую армию в чине капитана в Тамбовский мушкетерский полк, с которым принял участие в войне с Турцией и находился при взятии Килии.
В 1790 году переведён в Астраханский гренадерский полк и с охотниками от этого полка участвовал в штурме Измаила, где был ранен пулею в грудь навылет. Переведённый 1 апреля 1791 г.  в Бугский егерский корпус с чином майора за отличие, Лаптев участвовал в 1792 году в войне с Польшею, по окончании которой был командирован в составе посольства М. И. Кутузова в Константинополь.
В 1797 году переведён в 12-й егерский батальон. С 12 июля 1798 года командовал Ряжским мушкетёрским полком; в том же году, 12 августа был произведён в подполковники; 11 октября 1799 года произведён в полковники. В 1802 году назначен шефом 8-го егерского полка, с которым участвовал в кампании 1805 года. Сражался под Ламбахом, Амштеттеном (орден Св. Георгия 4-й степени) и Кремсом, а за особое отличия под Аустерлицем произведён в генерал-майоры и назначен шефом 21-го егерского полка. С этим полком Лаптев совершил 2-ю кампанию против французов (1806—1807 годах), сражаясь при Голымине и Лопачине, Прейсиш-Эйлау (орден Св. Владимира 3-й степени), Мансфельде, Петерсвальде, Лаунау и Данциге.
По окончании войны 30 августа 1808 года был назначен военным губернатором на острове Эзеле. С 25 января 1809 года — в отставке. 
В начале Отечественной войны 1812 года участвовал в формировании Московского ополчения, с 8 августа командовал 8-м пешим казачьим полком, с которым прибыл в действующую армию; 25 августа был назначен командиром 2-й бригады 11-й пехотной дивизии, участвовал в сражениях при Бородине (оборонял позицию у ручья Огник), где был контужен в шею (орден Св. Георгия 3-й степени), и при Вязьме (орден Св. Владимира 2-й степени).
В кампании 1813 года командовал двумя пехотными дивизиями в армии наследного принца шведского и принял участие в сражениях под Берлином, Денневицем и Лейпцигом и за отличие произведён в генерал-лейтенанты. В 1814 году в сражении при Краоне, Лаптев был тяжело ранен картечью в ногу. С 29 августа 1814 года командовал 22-й пехотной дивизией; 21 декабря 1815 года был уволен по болезни от службы, но вновь принят на службу 17 января 1818 года — назначен начальником 25-й (с 20.05.1820 — 1-й) пехотной дивизии; 19 октября 1821 года окончательно вышел в отставку «за ранами» с мундиром и пенсионом полного жалованья. 
По отзыву современников, генерал Лаптев был «сущий демон суровости, а удары свои он раздавал с особой щедростью, его кулак и кнут были хорошо знакомы многим».
Скончался 2 (14) апреля 1825 года и был похоронен в Николо-Пешношском монастыре Дмитровского уезда Московской губернии. Был дважды женат, но потомства не оставил.

## Семья
Первая жена (с 13 января 1808 года) — княжна Александра Васильевна Голицына (05.11.1767—1808), внучка А. Д. Татищева; дочь князя Василия Михайловича Голицына (1731—1797) от брака его с Марией Алексеевной Татищевой (1735—1801). По поводу их свадьбы одна из современниц писала: «Встретила генерала Лаптева и его невесту, ей 43 года, она безобразна, но зато богата, а он беден. Мне никогда не приходилось видеть пару, чьи лица так явно выражали бы его силу и её плохой характер. Их свадьба должна состояться очень скоро. Император пожертвовал ему 5 тысяч рублей на свадебные расходы». Скончалась через несколько месяцев после замужества, в сентябре 1808 года, и похоронена в Донском монастыре в Москве.
Вторая жена (с 13 мая 1812 года) — княжна Наталья Александровна Белосельская (28.03.1791—29.12.1813), дочь дипломата князя А. М. Белосельского-Белозерского. Брак был недолгим, Наталья Александровна умерла 22-х лет, оставив сына Александра (1813—24.04.1815). По словам современницы, в декабре 1813 года в Москве «стояли небывалые морозы, термометр опускался до минус 34 С, наконец, сама ртуть замерзла; в этот сильный мороз г-жа Лаптева, сестра Зинаиды Волконской, простудилась, десять дней проболела и утром 29 декабря скончалась».